# الحرب السعودية العراقية
الحرب السعودية العراقية هي حرب دارت في عام 1790 واستمرت حتى عام 1811، بين الدولة السعودية الأولى، وولاة العراق التابعين للدولة العثمانية والموالين لها مثل إمارة المنتفق والقبائل القاطنة في مناطقهم، وكانت دوافع الدولة السعودية الأولى نشر المذهب السلفي خارج شبه جزيرة العرب، بالإضافة إلى زيادة رقعة الدولة السعودية بالتوسع خارج شبه جزيرة العرب، وضم الأراضي الواقعة غرب نهر الفرات من عانة إلى البصرة للأراضي السعودية. ولم يستطع ولاة العراق القضاء على الدولة السعودية الأولى، أو الانتصار عليها في هذه الحرب مما دفع بالدولة العثمانية إلى الطلب من والي الشام العثمانية الهجوم على الدولة السعودية الأولى والقضاء عليها إلا أن واليها رفض الطلب خوفاً من قتالها وضم الشام إلى الدولة السعودية، مما دفع بالدولة العثمانية إلى توجيه الأوامر بالهجوم على الدولة السعودية الأولى والقضاء عليها إلى محمد علي باشا والي إيالة مصر الذي قبل الأوامر واندلعت على أثرها الحرب السعودية العثمانية أو كما تعرف بحملات محمد علي على الجزيرة العربية (الحرب السعودية المصرية) وذلك عام 1811.

## المعارك

### حملات إمارة المنتفق على القصيم والإحساء
بدأت تتجمع عوامل التصادم بين مماليك العراق، والدولة السعودية الأولى، عندما أصبح العراق العثماني وبخاصة جنوبه مركزاً لتجمع القوى المعارضة للدولة السعودية الأولى ودعوتها الإصلاحية. وبرزت عوامل الاحتكاك بين الطرفَين، بعد حملة قام بها ثويني بن عبد الله السعدون، رئيس إمارة المنتفق، على القصيم، عام 1201 هـ الموافق 1786، ومعه حشود كبيرة من قبائل المنتفق وأهل المجرة والزبير وبوادي شمّر وغالب وطيء. وشن هجوماً على بلدة التنومة، واستولى عليها عنوة، وقتل الكثير من أهلها بمذبحة تسمى مجزرة التنومة. ثم حاصر بريدة، ولكنه اضطر إلى رفع الحصار عنها، حينما سمع بوقوع الاضطرابات في بلاده، فعاد إلى وطنه. وقد صعّدت هذه الحملة من حدّة الموقف، وصارت سبباً قوياً من أسباب الاصطدام المباشر، بين الدولة السعودية الأولى وإمارة المنتفق ومماليك العراق، في جنوبي العراق. وأرسل الإمام عبدالعزيز بن محمد رسالة، إلى سليمان باشا الكبير، والي بغداد، مصحوبة بنسخة من كتاب الشيخ محمد بن عبد الوهاب، «التوحيد الذي هو حق الله على العبيد»، وطلب منه أن يجمع علماء بغداد، للنظر في الكتاب، والإيمان بما جاء فيه. إلا أن الوالي، استخف بهذه الدعوة، وكان رده سلبياً، مقللاً من شأن الدعوة الإصلاحية. وبذلك، عدّت أرض العراق دار حرب، في نظر أتباع الدولة السعودية الأولى.
وقامت إمارة المنتفق والقبائل الشيعية، في العراق بدور فاعل في مساندة بني خالد والخارجين على النفوذ السعودي من المدن النجدية، ولهذا رأى الإمام عبدالعزيز بن محمد، أن يقوم بأعمال تأديبية ضد هذه العشائر في جنوبي العراق؛ فقاد ابنه سعود بن عبدالعزيز في عام 1203 هـ الموافق 1788، جيشاً فاجأ إمارة المنتفق، في الموضع المعروف بالروضتين بين المطلاع وسفوان. فكانت هذه الحملة الاستطلاعية هي أول حملة سعودية تدخل حدود العراق، وظلت إمارة المنتفق تؤوي الهاربين من الدولة السعودية الأولى فلجأ إليها عبد المحسن بن سرداح وأتباعه من بنو خالد عام 1204هـ الموافق 1789. وبعده لجأ ابنه براك بن عبد المحسن عام 1207هـ الموافق 1792.
وفي عمل عسكري فعال قاد الإمام سعود بن عبدالعزيز عام 1209 هـ الموافق 1794، الغزو ضد قبائل الظفير في مقاطعة الحجرة، على الحدود العراقية، وتمكنت الدولة السعودية الأولى من نقل ميدان الهجوم إلى الأراضي العراقية الجنوبية، وأصبحت في مركز قوة تستطيع منه تحدي مماليك العراق، وبخاصة بعد أن تمكنت من تثبيت حكمها في الأحساء، وكانت فرصة سانحة للدولة الدولة السعودية الأولى، حتى تؤدب إمارة المنتفق، وقبيلة الظفير، والقوى المعارضة، التي هربت إلى هذه المنطقة.
وبعد هذا الغزو المتلاحق لجنوبي العراق، دارت مكاتبات بين السلطان العثماني سليم الثالث ووالي بغداد، سليمان باشا الكبير، من أجل تسيير حملات عثمانية قوية ضد الدرعية عاصمة الدولة السعودية الأولى. إلا أن سليمان باشا الكبير، كان يقدر صعوبة قيام جيشه المنظم بحروب في الصحراء، لم يَعْتَدْ عليها، وليس لديه الخبرة الكافية بطبيعتها. كما خشى أن تقوم القبائل الساكنة في جنوب البصرة، بإنتفاضات وقلاقل ضد الدولة؛ فرأى والي بغداد، سليمان باشا الكبير، أن يعمل على ضرب السعوديين بعرب العراق؛ فأفرج عن ثويني بن عبد الله السعدون، أمير إمارة المنتفق السابق، المعتقل، وأعاد إليه إمارة المنتفق، بدلاً من حمود بن ثامر، وعقد له لواء حرب الدولة السعودية الأولى. وجدّ ثويني بن عبد الله السعدون في جمع جيش كبير، يتكون من إمارة المنتفق، والزبير، والبصرة، والعناصر الساخطة من بنو خالد.
انطلق ثويني بن عبد الله السعدون بحملته نحو الأحساء. ولم يتوجه نحو الدرعية مباشرة؛ لأن حملته، أولاً، كانت تضم زعيمَين من بني خالد، هما براك بن عبد المحسن، ومحمد بن عريعر ولهما أتباع في الأحساء، مما يسهل غزو الأحساء. ثانياً، لأن الطريق إلى الإحساء أكثر سهولة، خاصة أنه يستطيع استعمال المراكب والسفن في نقل الجنود، ولا سيما الترك منهم، والمؤن والعتاد. وثالثاً، لأن ثويني بن عبد الله السعدون أدرك أهمية الأحساء كمركز تموين سهل للقوات. ومع هذا، فإن حملة ثويني بن عبد الله السعدون، لم يقدر لها أن تحقق هدفها، لأنها كانت، في الواقع، تحوي عناصر متباينة، خاصة من رؤساء بني خالد، ولأن ثويني بن عبد الله السعدون، قائد الحملة، كان قد لقي مصرعه، على يد أحد عبيد بني خالد، قبل أن يقوم بأي عمل ناجح، ضد القوات السعودية، التي سيرتها الدرعية صوب الأحساء. فاضطربت صفوف الحملة العراقية، واضطرت إلى التراجع. فتعقبتها القوات السعودية، وأخذت تطارد فلولها حتى حدود الكويت. واستولت على الكثير من معداتها ومدافعها وعتادها، وغنمت الكثير من الغنائم. وانضم براك بن عبد المحسن إلى القوات السعودية.
وقام الإمام سعود بن عبد العزيز بهجوم على جنوبي العراق، رداً على حملة ثويني بن عبد الله السعدون. وغزا سوق الشيوخ والسماوة. ووصل قرية أم العباس. وشن أثناء غارته، هجوماً على قبائل شمر، والظفير، وغيرهما من العرب، وقتل مطلق الجربا أحد شيوخ قبيلة شمر. وجاءت أوامر مشددة من الباب العالي، إلى سليمان باشا الكبير، بأن يعد حملة قوية من الجنود النظاميين، ضد خطر الدولة السعودية الأولى.

### حملة علي باشا على الإحساء
في 22 ربيع الآخر 1213هـ/2 أكتوبر 1798م قام سليمان باشا بإعداد حملة كبيرة ثالثة، وسلم قيادتها إلى نائبه علي باشا. وتألفت الحملة من أربعة آلاف إلى خمسة آلاف إنكشاري يدعمهم طابور من المدفعية لم يكن على درجة من الكفاءة، ثم أضيفت إليها قوة أجيرة غير نظامية تعادل ضعف النظامية من قبائل عقيل والعبيد ومن قبيلة شمر بقيادة فارس الجربا، والمنتفق يقيادة حمود بن ثامر السعدون وانضم إليهم من قبائل آل بعيج والزقاريط وآل قشعم وأهل الزبير وجماعات من الظفير. ورافق الكهية محمد بك الشاوي زعيم قبيلة العبيد مستشارًا في شؤون البادية، فوصلت تلك الجيوش إلى البصرة في 2 يناير 1799م، ثم الزبير فالروضتين فالجهرة، واستأجرت الحملة من شيخ الكويت عبد الله الصباح مراكب لنقل المعدات الثقيلة إلى العقير. وحملت عشرة آلاف بعير روايا الماء مع سائر الحاجات، إلا أن عددها كان يتناقص بسرعة. وكانت مشقات السير تتطلب وقفات كثيرة مدة أيام عديدة. ونظرًا لجهل علي باشا بالشؤون العسكرية ومعاملته السيئة لزعماء القبائل الذين كان عليه أن يعتمد عليهم، فقد تنبأ الكثيرون بفشل الحملة وانهيارها حتى قبل أن تتحرك.
وصلت الحملة إلى المبرز والهفوف، وحاصرت الحصنَين السعوديَّين فيهما. وكان على رأس حامية حصن المبرز سليمان بن محمد بن ماجد. وكان على رأس حامية حصن الهفوف إبراهيم بن سليمان بن عفيصان. وقد صمد الموجودون في الحصنين أمام هذا الحصار، مما ترك أثراً سيئاً في الجنود المهاجمين. وبدأ تناقص قوات الحملة ونفق كثير من دواب النقل لديهم، ونقصت المؤن الغذائية. فطالب جنود علي باشا الذين أصابهم اليأس بالرجوع. فاضطر أخيراإلى العودة إلى بغداد من دون أن يحقق نصراً. وأثناء عودته كانت قوات آل سعود القادمة من الدرعية، قد وصلت إلى الأحساء يقودها الأمير سعود بن عبد العزيز الذي ما أن علم بانسحاب قوات علي باشا حتى قرر أن يتعقبها؛ فسبقها ونزل بقواته على ماء «ثاج». وكان علي باشا قد عسكر في مكان يدعى «الشباك» بالقرب من ثاج. وحدثت مناوشات بين الطرفَين، كانت دون جدوى ولم يكتب النصر لأي من الفريقَين.
اضطر علي باشا إلى مفاوضة الأمير سعود بن عبد العزيز بعد أن فشل في تحقيق انتصار على السعوديين. وقد اشترط على سعود عدة شروط لتوقيع صلح بينهما، منها: أن يخرج السعوديون من الأحساء ويرحلوا عنها، وأن يدفع السعوديون نفقات حملتهم، وأن يعيد السعوديون كل ما غنموه من قوات مماليك العراق وإمارة المنتفق أثناء حملة ثويني السعدون، أن لا يتعرض السعوديون لقوافل الحجاج الذين يأتون من العراق ويمرون بالأراضي التابعة لهم. ويتعهد السعوديون بالمحافظة على الأمن وسلامة الطرق في أراضيهم. وكانت شروط الصلح التي طلبها علي باشا من السعوديين شروطاً غير واقعية، خاصة أنها جاءت في ظرف فشل الحملة وتراجعها. وأراد علي باشا الذي طالب بهذه الشروط أن يبرر بها عدة أمور، منها:
أن يقلل من حدّة الصدمة العثمانية الناتجة عن ضعف الموقف العسكري للحملة، ومدى الصعوبات التي اعترضتها حتى اضطرتها إلى الانسحاب من الأحساء والعودة إلى العراق من دون أن تحقق هدفها، وأن يبين للمسؤولين العثمانيين، أن عودته إلى العراق كانت بعد أن اشترط على السعوديين عدة شروط، كانت تصب في صالح العثمانيين. والشروط التي طلبها تمثل الشروط التي تمليها السلطة المتنفذة على السلطة التابعة، أن يقنع قواته بأنه لم يهزم على الرغم من تناقضات الموقف وصعوباته.
ومع أن السعوديين كانوا في وضع عسكري أفضل من وضع حملة علي كيخيا إلا أن الأمير سعود ردّ على رسالة علي باشا التي تحمل شروط الصلح برسالة لا يستشف منها قبول الشروط؛ وإنما أرجأ ذلك لما يراه والده الإمام عبد العزيز. وهو يعلم تماماً بأن والده لن يوافق على شرط واحد من هذه الشروط؛ وإنما هي فرصة لكسب الوقت من جهة، ولضمان انسحاب قوات مماليك العراق من الأحساء من جهة أخرى. وهذا في حد ذاته مكسب كبير للسعوديين، لأنه يخفف عنهم أعباء العمليات العسكرية وضغطها. وقد ردّ الأمير سعود على شروط علي باشا برسالة جاء فيها:
«جـاءنا كتابكم، وفهمنا معناه. فأما الحسا فهي قرية خارجة عـن حكـم الـروم (أي الترك) ولا تساوي التعب. وما في شيء يوجب الشقاق. وأما الأطواب (الأسلاب) فهي عند والدي في الدرعية إذا صدرتُ إليه أعرض الحال بين يديه. والوزير سليمان باشا الكبير أيضاً يكتب له. فإن صحت المصالحة وارتفع الشقاق من الطرفَين فهي لكم وأنا الكفيل بها حتى أوصلها إلى البصرة. وأما مصاريفكم فإني لا أملك من الأمر شيئاً والشورى في يد والدي. وأما الأمنية (الأمن) فهي التي لا زلنا نقاتل الناس عليها، حتى جعلنا الأرض كلها وجميع المسلمين مشتركين فيها. وصار الذئب لا يقدر يضر الشاة في أحكامنا.»

#### فشل الحملة
وتتضح أسباب فشل حملة علي باشا الكيخيا، من خلال ما تحويه من عناصر عسكرية متباينة، والتنافس الذي دب في صفوف شيوخ العشائر البدوية، التي شاركت في الحملة المذكورة، هذا إلى جانب استبسال الحاميتَين السعوديتَين، في الهفوف، والمبرز، ضد قوات الحملة، إضافة إلى هذا كله خبرة القوات السعودية بحروب الصحراء، وتحمّلها ما ينتج عن هذه الحروب، من صعوبات. وفي الجانب الآخر، فإن قوات علي باشا الكيخيا، لم تكن لديها الخبرة الكافية بحروب الصحراء، ولم يكن لديها الاستعداد لتحمّل متاعب هذه الحروب، أضف إلى هذا قلة خبرة علي باشا الكيخيا نفسه بمثل هذه الحروب، وسوء إدارته في معاملة قواته خاصة قوات العشائر التي تؤدي دوراً كبيراً في مثل هذه الحروب.
أثبت فشل حملة علي باشا الكيخيا على الأحساء أنه ليس في مقدور ولاة العراق عمل أي شيء يمكن به القضاء على الدولة السعودية الأولى، أو على الأقل إضعافها بشكل لا تقوى معه على الامتداد خارج نجد. وقد أدى هذا الأمر إلى اقتناع الدولة العثمانية في الآستانة بأن والي العراق العثماني لا يصلح بحال من الأحوال أن يقود الحركة الهجومية العثمانية ضد السعوديين. وهذا بدوره أدى إلى استعانة السلطات العثمانية بالولايات العثمانية الأخرى غير العراق، وإسناد مهمة القضاء على الدولة السعودية الأولى إليها.

### معركة كربلاء
ولم يدم الصلح، الذي جرى بين الإمام سعود الكبير وعلي باشا، طويلاً. فقد تصدت قبيلة الخزاعل، الشيعة، لبعض أتباع الدولة السعودية الأولى، وقتلت حوالي 300 رجل منهم، عام 1214 هـ الموافق 1799، قرب النجف. وقد احتج السعوديون، لدى والي بغداد، وطالبوا بدفع دية المقتولين. فكلف الوالي عبد العزيز بن عبد الله الشاوي، بالمرور على الدرعية، في أثناء عودته من الحج، والتباحث مع الإمام عبد العزيز، لتسوية الأمر، غير أن هذا المبعوث لم ينجح، وأخبر والي بغداد عن نية الدرعية، أن يكون لها بلاد غرب الفرات، من عانة إلى البصرة. ولم يكن من السهل على الإمام عبدالعزيز، نسيان قتلاهم. فهاجمت القوات السعودية، بقيادة الإمام سعود الكبير، في عام 1216 هـ الموافق 1801، جنوبي العراق، وهدمت القباب والأضرحة والمزارات الشيعية، وهدمت قبة قبر الحسين، في كربلاء، انتقاماً من الشيعة. وعادت القوات السعودية، بسرعة، إلى الدرعية، ولم تلحق بها قوات علي باشا.
هذا ما جعل الدولة العثمانية، ترسل أوامرها المشددة، إلى والي بغداد، ليعمل على إيقاف الحملات السعودية . كما أن الشاه الفارسي، الذي استاء مما حدث في الأماكن المقدسة عند الشيعة، أخذ يضغط على والي بغداد، ويطلب منه أن يسمح لقواته بعبور العراق، لمحاربة السعوديين. واستمرت الحملات السعودية على مناطق جنوبي العراق. وقد وصلت، مرة ثانية، في عام 1223 هـ الموافق 1808، إلى كربلاء، ولم تتمكن من دخولها. وتوقفت حملات الدولة السعودية على جنوبي العراق، لانشغالها بالإعداد لمواجهة خطر الزحف العسكري، القادم من مصر، من طريق واليها، محمد علي باشا، الذي نفذ أوامر السلطان، فأعد الحملات ضد الدرعية.
وعلى الرغم من أن التحركات السعودية ضد العراق، استمرت فترة طويلة، استغرقت حوالي ربع قرن من 1202 هـ ـ 1226 هـ الموافق 1788 ـ 1811، فإن النفوذ السعودي، لم يستطع أن يوطد قدمه في أي جزء من الأراضي العراقية، ولم تستطع الدرعية أن تعين لها عمالاً، في أي بلدة عراقية.

#### اغتيال الإمام عبد العزيز
في يوم الجمعة من أواخر عام 1803 قُتلَ الإمام عبد العزيز من قبل شخص أفغاني الأصل كان يُقيم في بغداد أسمه ملا عثمان قيل: إنه نذر نفسهُ للدفاع عن الإسلام وعزم أن يقتل إمام الوهابيين، وقيل في رواية أخرى إنه من أهل كربلاء وأنه كان فيها أثناء غزو الوهابيين لها وشهدَ كيف ذبحوا زوجتهُ وأطفاله فأقسم َ على الانتقام، فقد ذهبَ ملا عثمان إلى الدرعية عاصمة الدولة السعودية الأولى وهو بزي درويش فأختلط بهم حتى اطمأنوا إليه ووثقوا بهِ فكان يُصلي في الصف الثالث في صلاة الجماعة وراء الإمام عبد العزيز مباشرة وفي يوم الجمعة انتهز الفرصة أثناء الركوع فألقى بنفسهِ على الأمير وطعنهُ بسكين اخترقت بطنهُ من الخلف، ولم يكتف بذلك بل طعنَّ عبد الله شقيق الإمام وكان يصلي بجانب شقيقه فجرحهُ جرحاً بليغاً ولكن هذا أسرع رغم إصابته وهوى على القاتل بسيفهِ فقتلهُ.
وتولى إمارة الدولة السعودية الأولى بعد الإمام عبد العزيز ابنه سعود الكبير، وقد عزم على الانتقام لأنه ظنَّ أن القتل جرى بتحريض من والي بغداد، فأغار على قبيلة الظفير وكانت منتشرة في البادية بموسم الربيع ونهبها نهبا، ثم توجه نحو البصرة فهدم الجانب الجنوبي وقتل الكثيرين، ثم أغار على جماعة من إمارة المنتفق كانوا قرب البصرة وقتل منهم وأسر رئيسهم منصور بن ثامر السعدون وحاصر بعد ذلك الزبير لمدة اثني عشر يوما وقتلوا أعداداً من سكانها وحصد السعوديين المحاصيل الزراعية وكانت قد نضجت، ثم هدموا جميع القبور والمشاهد الموجودة خارج السور كمشهد طلحة بن الزبير والحسن البصري ثم عادوا إلى الدرعية.